# 박산서원
박산서원은 대한민국 전라남도 강진군 작천면에 있다. 2004년 11월 1일 강진군의 향토문화유산 제4호로 지정되었다.

## 개요
1590년(선조23) 강진읍 월남마을에 청연 이후백(1520-1578)을 제향하기 위해 “서봉서원”이라는 명칭으로 창건했다가 1868년(고종5) 대원군의 서원 철폐령으로 훼철되었다.
1924년 호남 사림들의 발의로 현 박산으로 옮겨 복설하고 액호도 “박산서원”이라 개칭하였다.